# Antonio Amaya
Antonio Amaya (Madrid, 31 de maio de 1983) é um futebolista profissional espanhol que atuava como defensor.

## Carreira
Antonio Amaya se profissionalizou no Rayo Vallecano.

## Títulos
Rayo Vallecano
- Segunda División: 2017–18